# Веже (герб)
Веже (пол. Wieże) — польский дворянский герб.

## Описание
В голубом поле две красных крепостных башни с кровлями.
Щит увенчан дворянскими шлемом и короной. Нашлемник: три страусовых пера (или такие же, как в щите, башни). Намёт на щите голубой, подложенный красным.

## Герб используют
27 родов
Барутвердские (Barutwierdzki), Бейнаровичи (Bejnarowicz), Бейнары (Bejnary), Бойнаровичи (Bojnarowicz), Боренские (Boreński), Борынские (Boryński), Кальмовские (Kalmowski), Козловские (Kozłowski), Ланевские (Łaniewski), Надецкие (Nadecki), Нидецкие (Nidecki), Осинские (Osiński), Осынские (Osyński), Пелчовские (Pełczowski), Рашиц (Raszyc), Рашицкие (Raszycki), Ратомские (Ratomski), Ресица (Resica), Решица (Reszyca), Резица (Rezica), Резича (Rezicza), Вельчек (Welczek), Вепровские (Weprowski), Вепржевские (Wieprzewski), Вепржовские (Wieprzowski), Волки (Wołk), Волки-Карачевские (Wołk-Karaczewski)